# Diolcogaster notopecktos
Diolcogaster notopecktos is een insect dat behoort tot de orde vliesvleugeligen (Hymenoptera) en de familie van de schildwespen (Braconidae). De wetenschappelijke naam van de soort werd voor het eerst geldig gepubliceerd door Saeed, Austin & Dangerfield in 1999.